# After Love (2020)
After Love ist ein Filmdrama aus dem Jahr 2020, mit dem Aleem Khan sein Regiedebüt gab.
Der Film feierte seine Premiere auf dem Toronto International Film Festival 2020. Bevor der Film im Juni 2021 in den britischen Kinos anlief, wurde er auf dem London Film Festival, dem Rome Film Festival und dem Tokyo International Film Festival gezeigt.

## Handlung
Mary Hussain lebt in der Hafenstadt Dover und ist nach dem unerwarteten Tod ihres Mannes plötzlich Witwe. Einen Tag nach der Beerdigung entdeckt sie, dass er nur einundzwanzig Meilen jenseits des Ärmelkanals in Calais ein Geheimnis hatte.

## Bewertungen
Laut Rotten Tomatoes und Metacritic erhielt der Film gute bis sehr gute Bewertungen.

## Nominierungen und Auszeichnungen
| Filmpreis                            | Kategorie                                  | Nominierte/Ausgezeichnete            | Ergebnis      | Beleg        |
| ------------------------------------ | ------------------------------------------ | ------------------------------------ | ------------- | ------------ |
| British Independent Film Awards 2021 | Best British Independent Film              | Aleem Khan und Matthieu de Braconier | Ausgezeichnet | [ 9 ] [ 10 ] |
| British Independent Film Awards 2021 | Best Director                              | Aleem Khan                           | Ausgezeichnet | [ 9 ] [ 10 ] |
| British Independent Film Awards 2021 | Best Actress                               | Joanna Scanlan                       | Ausgezeichnet | [ 9 ] [ 10 ] |
| British Independent Film Awards 2021 | Best Supporting Actor                      | Talid Ariss                          | Ausgezeichnet | [ 9 ] [ 10 ] |
| British Independent Film Awards 2021 | Best Supporting Actress                    | Nathalie Richard                     | Nominiert     | [ 9 ] [ 10 ] |
| British Independent Film Awards 2021 | Best Screenplay                            | Aleem Khan                           | Ausgezeichnet | [ 9 ] [ 10 ] |
| British Independent Film Awards 2021 | Best Casting                               | Shaheen Baig                         | Nominiert     | [ 9 ] [ 10 ] |
| British Independent Film Awards 2021 | Douglas Hickox Award (Best Debut Director) | Aleem Khan                           | Ausgezeichnet | [ 9 ] [ 10 ] |
| British Independent Film Awards 2021 | Best Debut Screenwriter                    | Aleem Khan                           | Nominiert     | [ 9 ] [ 10 ] |